# VM for klubhold 2008 i fodbold
FIFA Club World Cup 2008 var en fodboldturnering, der blev afholdt 11. – 21. december i Japan. Det var femte gang, at FIFA afholdt World Cup for hold. I turneringen deltog vinderne af Champions League i de seks kontinentale fodboldforbund samt en repræsentant for værtslandet, idet Oceaniens (OFC) repræsentant spillede kvalifikationskamp mod værtslandets repræsentant om at indgå i den egentlige turnering. 
Vinder af turneringen blev storfavoritterne, UEFAs repræsentant fra Manchester United F.C., der i finalen besejrede CONMEBOLs repræsentant fra LDU Quito med 1-0.

## Kvalificerede hold
| Hold                         | Forbund  | Kvalifikation                           |
| ---------------------------- | -------- | --------------------------------------- |
| Indtræder i semifinalerne    |          |                                         |
| LDU Quito                    | CONMEBOL | Vinder af Copa Libertadores 2008        |
| Manchester United            | UEFA     | Vinder af UEFA Champions League 2007-08 |
| Indtræder i kvartfinalerne   |          |                                         |
| Pachuca                      | CONCACAF | Vinder af CONCACAF Champions' Cup 2008  |
| Gamba Osaka                  | AFC      | Vinder af AFC Champions League 2008     |
| Al-Ahly                      | CAF      | Vinder af CAF Champions League 2008     |
| Deltagelse via kvalifikation |          |                                         |
| Waitakere United             | OFC      | Vinder af OFC Champions League 2007-08  |
| Adelaide United              | Vært     | Toer i AFC Champions League 2008        |

## Resultater
Alle tidspunkter er lokal japansk tid.